# Vivild
Vivild är en tätort i Norddjurs kommun i Region Mittjylland i Danmark. Tätorten har 781 invånare (2024). Den ligger på Jylland, cirka 28 kilometer nordväst om Grenå.